# Пам'ятки архітектури Дунаєвецького району
У Дунаєвецькому районі Хмельницької області згідно з даними управління культури, туризму і курортів Хмельницької облдержадміністрації перебуває 3 пам'ятки архітектури.
| № пп   | Місцезнаходження | Найменування                       | Рік спорудження   |
| ------ | ---------------- | ---------------------------------- | ----------------- |
| 1681   | с. Маків         | Церква                             | 30-і роки XIX ст. |
| 1682   | -»-              | Палац                              | 30-і роки XIX ст. |
| 1683   | с. Маліївці      | Садиба                             |                   |
| 1683/1 | -»-              | Палац                              | 1788 р.           |
| 1683/2 | -»-              | Водонапірна башта                  | початок XIX ст.   |
| 1683/3 | -»-              | Господарський будинок              | XIX ст.           |
| 1683/4 | -»-              | Мур огорожі та міст (з обелісками) | XVIII ст.         |
|        |                  |                                    |                   |